# Einar Gerhardsen

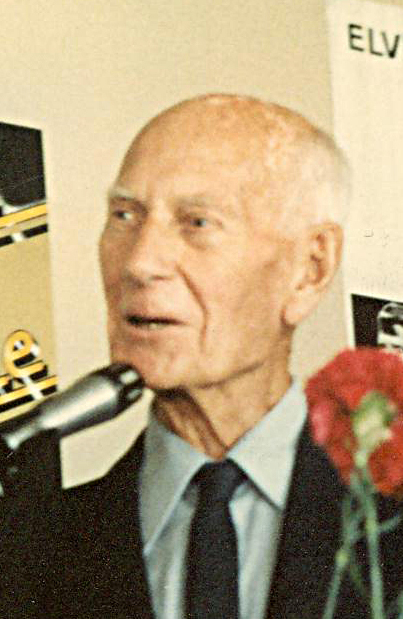
Einar Gerhardsen, um 1983

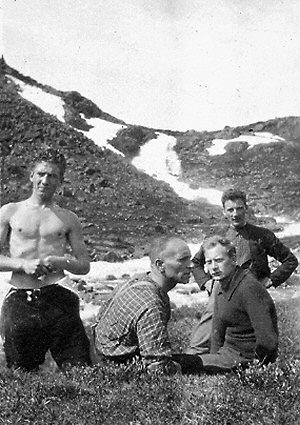
Einar Gerhardsen, um 1920 (Dritter von links)

Einar Gerhardsen (* 10. Mai 1897 in Asker; † 19. September 1987 in Oslo) war ein norwegischer Politiker. Er war Ministerpräsident von Norwegen von 1945 bis 1951, von 1955 bis 1963 und von 1963 bis 1965 und gehörte der Arbeiterpartei an.
Mit 17 Amtsjahren ist er der längstregierende Ministerpräsident Norwegens seit der Einführung des parlamentarischen Regierungssystems. Er gilt als treibende Kraft hinter dem Wiederaufbau Norwegens nach dem Zweiten Weltkrieg. Gerhardsen hatte großen Anteil daran, dass Norwegen seine Neutralität aufgab und 1949 der NATO beitrat.

## Politik
Gerhardsen war ursprünglich Straßenarbeiter und wurde politisch aktiv in der sozialistischen Arbeiterbewegung in den 1920er Jahren. Er wurde mehrmals für die Teilnahme an „subversiven“ Aktivitäten verurteilt, bis er – im Einklang mit der Entwicklung innerhalb der Arbeiderpartiet – marxistisches Gedankengut aufgab und die Ideen eines demokratischen Sozialismus aufgriff. Bis Mitte der 1930er Jahre stieg die Arbeiterpartei zu einer Hauptakteurin der norwegischen Politik auf, mit Gerhardsen als Bürgermeister von Oslo und Johan Nygaardsvold als Ministerpräsident einer Minderheitsregierung. Während des Zweiten Weltkriegs nahm Gerhardsen am Widerstand gegen die NS-Besatzung teil und wurde zunächst im Gefangenenlager Grini interniert.
Am 10. April 1943 wurde Gerhardsen ins KZ Sachsenhausen gebracht. Anfangs musste er Kanalisationsarbeiten verrichten. Später wurde er Stubenältester im Norwegerblock, schließlich setzte man ihn als Schreiber ein und damit als Verbindungsmann zum deutschen Blockältesten. Als Schreiber oblag ihm auch die Verteilung von Briefen und Lebensmittelpaketen an die skandinavischen Mitgefangenen. Im August 1944 ließ er sich angesichts einer undurchsichtigen Anfrage der Lagerführung ärztlich für nicht transportfähig erklären. Tatsächlich kehrte er jedoch am 19. September 1944 nach Grini zurück. Die Umstände seiner Rückholung sind bis heute nicht zweifelsfrei geklärt. Sowohl norwegische Geschäftsleute als auch Regierungsstellen in Schweden und Finnland hatten sich für Gerhardsen verwendet. Olstad urteilte 1999, eine Mitwirkung des Osloer Gestapo-Mitarbeiters Herbert Paul auf Initiative des Mitglieds des norwegischen Widerstands Professor Torleif Dale unter Vermittlung des deutschfreundlichen Geschäftsmanns Sven Dysthe sei denkbar. Sigbjørn Larsen griff 2018 die These auf, der norwegische Reedereiverband habe durch Zahlung von Lösegeld über die Bergens Privatbank Gerhardsen und den Reeder von Erpecom aus Sachsenhausen befreien können.
Nach dem Krieg bildete Gerhardsen die Übergangsregierung, die ab dem Ende der Besatzung im Mai 1945 bis zur Wahl im November regierte. Seine Partei erreichte eine absolute Mehrheit im Parlament Storting, die sie bis zur Wahl 1961 verteidigen konnte.
Während und nach seiner Zeit im Amt war er in Norwegen über die Parteigrenzen hinweg sehr geachtet. Seine Regierung betrieb eine Wirtschaftspolitik, in der die staatliche Regulierung von Handel, Industrie und Bankensektor marktwirtschaftliche Mechanismen nicht beseitigen, sondern nur bändigen sollte. Armut und Arbeitslosigkeit nahmen während seiner Regierungszeit stark ab. Sein Schwerpunkt lag bei der Industrialisierung und der Umverteilung des Wohlstands durch progressive Besteuerung. In der Außenpolitik führte er Norwegen auf den Kurs der westlichen Mächte, nach anfänglichem Zögern innerhalb der Regierungspartei. Norwegen war ein Gründungsmitglied der NATO.
Zwischen 1962 und 1963 führten mehrere Unfälle in der Kings-Bay-Grube in Ny-Ålesund auf der Insel Spitzbergen, bei denen mehrere Bergleute starben, zur sogenannten Kings-Bay-Affäre. Der Gerhardsen-Regierung wurde vorgeworfen, sich nicht an die vom Parlament erlassenen Gesetze gehalten zu haben. Im Sommer 1963 kam ein Misstrauensvotum mit der Unterstützung der Sosialistisk Folkeparti gegen Gerhardsens Regierung zustande. Sie wurde von einer Mitte-rechts-Koalition unter John Lyng abgelöst, die sich jedoch nur vier Wochen im Amt halten konnte. Gerhardsen kehrte noch einmal zurück. In der nachfolgenden Parlamentswahl 1965 verlor die Arbeiterpartei jedoch deutlich. Die neue bürgerliche Koalition unter Per Borten hielt diesmal sechs Jahre. Gerhardsen zog sich 1969 aus der Politik zurück, nahm aber weiterhin Einfluss auf die öffentliche Meinung.
Gerhardsens politisches Erbe bildet nach wie vor einen wichtigen Bezugspunkt der norwegischen Politik, vor allem in der Arbeiterpartei, auch wenn sich ihre konkrete Sozialpolitik dem europäischen Trend entsprechend stark verändert hat.
1967 wurde der Gerhardsennuten, ein Berg in der Antarktis, nach ihm benannt.

## Privates
Gerhardsen war verheiratet und hatte zwei Söhne und eine Tochter.